# Masae Kasai
Masae Kasai (河西?, Kasai Masae; Minami-Alps, 14 luglio 1933 – Tokyo, 3 ottobre 2013) è stata una pallavolista giapponese, componente della squadra nazionale femminile soprannominata le Streghe orientali,  che ha vinto la medaglia d'oro ai campionato mondiale del 1962 e alle Olimpiadi estive del 1964.

## Biografia
Masae Kasai nacque a Minami-Alps, Yamanashi, e iniziò a giocare a pallavolo quando lo sport in Giappone era ancora praticato con nove giocatori per squadra (a livello internazionale era utilizzato il sistema a sei). Con il nuovo sistema, Kasai cambiò ruolo, passando da attaccante a palleggiatrice. Perse suo padre nel luglio 1964, poco prima delle Olimpiadi, ma iniziò ad allenarsi il giorno dopo la sua veglia funebre perché 
()

### Vita personale
Dopo le Olimpiadi, la capitana della squadra Kasai incontrò il primo ministro giapponese e si lamentò con lui di non essere riuscita a trovare marito a causa del duro regime di allenamento al quale le giocatrici erano sottoposte. Il primo ministro Eisaku Satō e la moglie Hiroko, su richiesta dell'allenatore Hirofumi Daimatsu - che, per convinzioni personali e convenzioni sociali, considerava aiutare le sue giocatrici a sposarsi dopo il ritiro come parte della sua responsabilità - organizzarono alcuni appuntamenti.
Uno di questi si rivelò quello giusto, e nonostante i dubbi sull'influenza che la vita da militare del marito avrebbe potuto avere sul matrimonio, il 31 maggio 1965, a Ichigaya Kaikan a Tokyo, Kasai sposò Kazuo Nakamura, un ufficiale delle forze di autodifesa giapponesi. Sia il primo mistro giapponese che la moglie furono presenti alla cerimonia.
Masae Kasai (che cambiò il suo cognome in Nakamura dopo essersi sposata) è morta il 3 ottobre 2013, a Tokyo, per un'emorragia intracranica.

## Carriera

### Giocatrice

#### Club
Entrò a far parte della società di filatura di fibre Nichibo subito finito il liceo Koma High School, prima giocando per la squadra Ashikaga (Tochigi) della società, poi per quella di Kaizuka (Osaka). Quest'ultima squadra dominava lo sport femminile alla fine degli anni '50 e '60, e quando i giapponesi iniziarono a giocare secondo le regole internazionali, le giocatrici di Nichibo Kaizuka formarono la squadra nazionale giapponese.

#### Nazionale
Kasai e le sue compagne di squadra debuttarono ai Campionati del mondo del 1960, occupando il secondo posto dietro l'Unione Sovietica. Due anni dopo, le giapponesi vinsero il titolo, sconfiggendo la squadra sovietica davanti al pubblico moscovita. Quando la pallavolo fece il suo debutto olimpico a Tokyo, il team fu all'altezza delle grandi aspettative, battendo nuovamente l'Unione Sovietica nella partita finale del girone, in due set.

### Allenatrice
A fine carriera, una volta finiti i Giochi olimpici di Tokyo del 1964, Masae Kasai diventò allenatrice di pallavolo in Giappone e Cina. Lei e Hirofumi Daimatsu vennero invitati dal premier cinese Zhou Enlai ad allenare le squadre nazionali maschili e femminili della Cina, dove ebbero come allievo Yue Wai Man, l'allenatore di pallavolo cinese che in seguito guidò la nazionale femminile cinese alla vincita di cinque titoli mondiali.

### Federazione pallavolistica del Giappone
Fece parte del consiglio di amministrazione dell'Associazione giapponese di pallavolo dal 2003 al 2004, incaricata di rafforzare la pallavolo femminile, oltre a dirigere la nazionale femminile giapponese ai Giochi Olimpici del 2004 ad Atene. Nel 2008 venne inserita nella Volleyball Hall of Fame.